# ماري إلين
ماري إلين (بالإنجليزية: Marie Eline)‏ هي ممثلة أمريكية، ولدت في 27 فبراير 1902 في ميلواكي في الولايات المتحدة، وتوفيت في 3 يناير 1981 في لونغفيو في الولايات المتحدة.

## وصلات خارجية
- ماري إلين على موقع IMDb (الإنجليزية)
- ماري إلين على موقع قاعدة بيانات الفيلم (الإنجليزية)
- ماري إلين على موقع كينوبويسك (الروسية)